# Дімітріос Вулгаріс
Дімі́тріос Вулга́ріс (грец. Δημήτριος Βούλγαρης; 20 грудня 1802 — 10 січня 1878) — грецький революціонер, учасник Визвольної війни, став політиком після здобуття незалежності.

## Життєпис
Народився 20 грудня 1802 року на острові Ідра (Саронічні острови). Коли спалахнула Грецька революція, брав участь у морських операціях проти сил Османської імперії. Після здобуття незалежності вступив до політичного життя країни як опонент губернатора Іоанніса Каподистрії.
1843 року Вулгаріс став членом новоствореного Сенату, а 1847 зайняв пост морського міністра. Вперше посів пост глави уряду 1855 року під час Кримської війни.
Вулгаріс брав участь у змові проти короля Оттона Баварського в жовтні 1862, після чого знову став прем'єр-міністром. Загалом він обіймав пост глави грецького уряду вісім разів. Втім, його адміністрації відзначались високим рівнем корупції. Зрештою, 1875 року Харілаос Трикупіс опублікував свою відому статтю «Хто винний?» («Τις πταίει;») в афінській газеті «Καιροί» щодо корупції в уряді. Після сильного громадського протесту король Георг I усунув Вулгаріса від займаної посади. Багатьом з його соратників було висунуто звинувачення за цілою низкою фактів, а сам Вулгаріс захворів та помер в Афінах 10 січня 1878.